# District de Mamit
Le district de Mamit est un district de l'état du Mizoram, en Inde.

## Géographie
Au recensement de 2011, sa population compte 86 364 habitants.
Son chef-lieu est la ville de Mamit. 